# 高雄左營萬年季
高雄左營萬年季（英語：Kaohsiung Zuoying Wannian Folklore Festival）是於臺灣高雄市左營區自2001年開始，由高雄市政府民政局每年所舉辦的活動，因此也稱之為左營萬年季。萬年季主要是在蓮池潭一帶舉辦，萬年季也是由蓮池潭及附近的宗教（環潭十廟）慶典活動所衍生而成的。

## 源起
萬年季源於在地廟宇的宗教慶典活動，其中最具特色即為「迓火獅」活動。早期的「迓火獅」活動，火獅全身以竹枝為架，纏繞各色火炮，用紙糊獅頭為首，燃放場面熱鬧，類似鹽水蜂炮。傳說只要真心誠意將心願向火獅祈求，連同火獅一起燃放，火獅即會將眾願帶到天上，不僅會為自己帶來好運氣，並且能心想事成。「萬年」兩字則是源自於明鄭時期的「萬年州」，有一說法指出萬年縣縣治位於左營（另有說法認為在臺南市仁德區），故名萬年季。

## 沿革
2001年，高雄市政府民政局推廣在地特色活動，於是左營區公所便開始構想及策劃活動。後來，蓮池潭附近寺廟聯手，共同規劃舉辦具地方特色的活動，並藉由活動來保持當地文化特色，在蓮潭畔綻放出璀璨動人丰姿。第一年的「萬年季」活動，在策辦單位的設計下，用以往左營在地沒有出現過的迎火獅，一起向上天祈求左營本地的繁榮與好運。
「迎火獅」從城隍廟出發，沿街遊行，為民眾祈福，最後在施放繽紛的煙火中，蜂炮由火獅中心竄出燃燒，帶著大家的願望上天，祈祝願望實現。自此，火獅已成大家公認的「萬年季」活動吉祥物。其後，活動每年都會辦，並逐年改變活動，使得萬年季知名度大幅提高。
2005年民政局的大力挹注下，「萬年季」終於獲得足夠經費擴大辦理，一躍成為全國性的活動，名稱也由「左營萬年季」改為「高雄左營萬年季」。其內涵更由原本的宗教節慶活動，發展為文化觀光活動，層面也擴及歷史文化及觀光遊憩，因此帶來空前的活動人潮，創造出更多的活動效益，成為與高雄燈會藝術節齊名的一項在地活動之一。
2014年因應南高雄發生氣爆事件，停辦一年。
2021年因應COVID-19疫情，停辦一年。

## 參與廟宇

### 環潭十廟
- 鎮福廟（鎮福社）
- 左營店仔頂慈德宮
- 左營元帝廟（北極玄天上帝像）
- 鳳邑舊城城隍廟
- 左營洲仔清水宮
- 左營啟明堂（春秋閣）
- 左營慈濟宮（龍虎塔）
- 左營天府宮
- 仙樹三山宮
- 聖門靈霄寶殿

### 其他
- 左營護安寺
- 左營順天宮
- 左營豐穀宮
- 廍後北極殿

## 特色活動
- 環潭燈火主題區
- 萬年燈海區
- 許願祈福區
- 創意燈置區
- 萬年火獅集章遊戲
- 攻炮城
- 台客舞比賽
- 擲筊比賽
- 廟埕戲曲
- 美食嘉年華
- 火獅出巡

## 外部連結
- 官方网站 （繁體中文）
- 2018高雄左營萬年季活動官網 （繁體中文）